# سيمون جاربر
سيمون جاربر (بالإنجليزية: Simon Garber)‏ هو شخصية أعمال أمريكي، ولد في 1966 في أوديسا في أوكرانيا.